# Zwiebelfleisch (Kalte Küche)

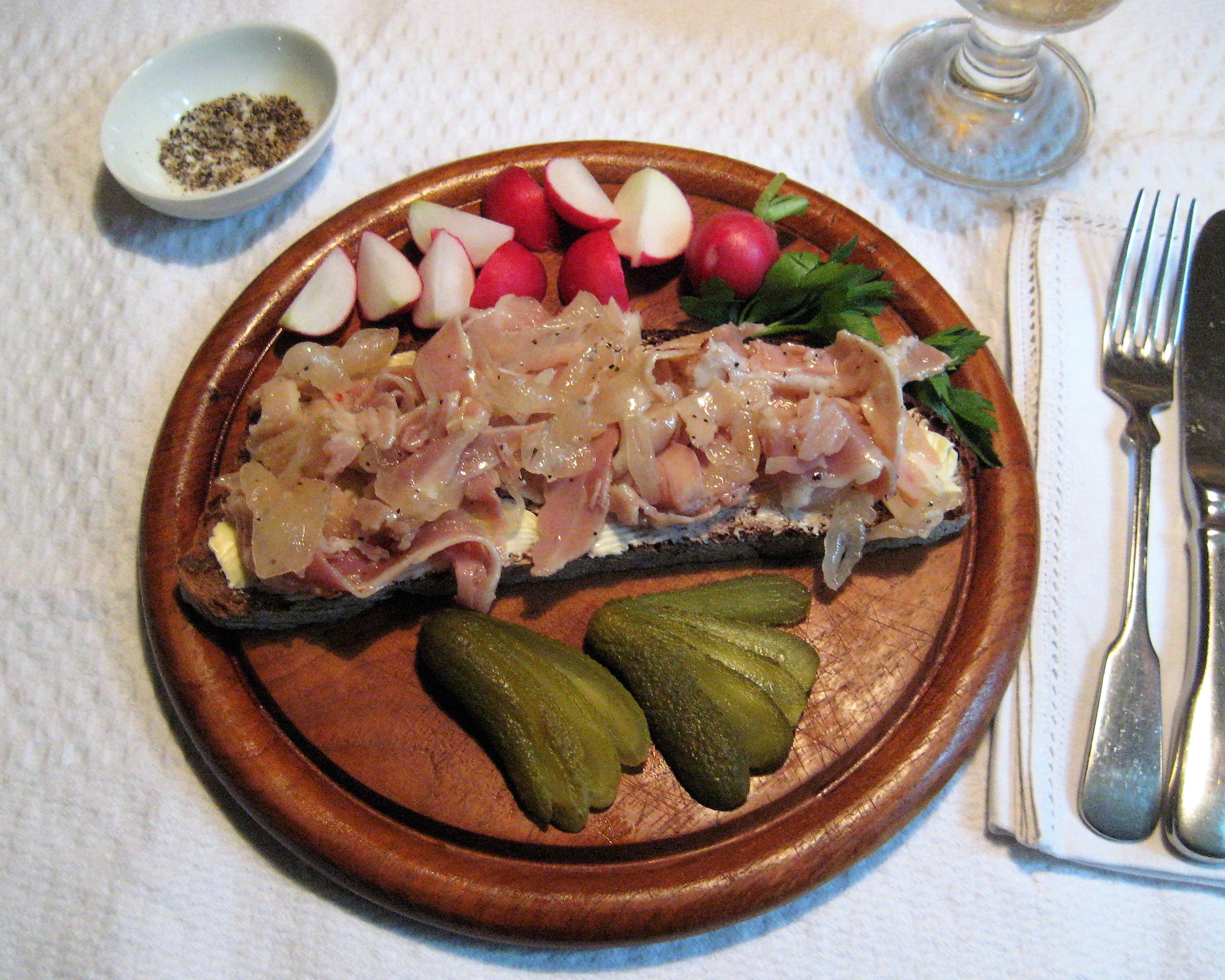
Zwiebelfleisch auf Graubrot

Kalt zubereitetes Zwiebelfleisch oder auch Eingelegtes Zwiebelfleisch ist ein traditionelles Kaltgericht. Es besteht aus Aufschnitt von Bauchfleisch oder Kassler o. ä., mit dünnen Zwiebelringen und Marinade, auf Brot gegessen.
Davon zu unterscheiden ist Zwiebelfleisch als warm zubereitetes Gericht, das in verschiedenen regionalen Varianten verbreitet ist.

## Herkunft und Verbreitung
Eingelegtes und kalt gegessenes Zwiebelfleisch ist ein traditionelles Gericht der ländlichen und bürgerlichen Küche aus dem Bereich der Hausmannskost. Es ist vor allem in Norddeutschland verbreitet, wo es sowohl im Haushalt als auch oft in Schlachtereien zubereitet wird und zudem oft an Fleischtheken von Super- und Verbrauchermärkten etc. und in Gaststätten angeboten wird. Außerdem ist das Kaltgericht in einigen anderen Regionen Deutschlands bekannt – vor allem in einigen Weinbauregionen, weil es außer zum Bier auch gut zum Wein passt. So zählt es zum Beispiel in Oberfranken zu den Spezialitäten und wird dort öfters in Strauß- bzw. Kellerwirtschaften angeboten. In einigen Regionen gilt es als typisches Kellergericht. Allgemein wird es vor allem in der wärmeren Jahreszeit gegessen.
Das Kaltgericht dient oft der Resteverwertung und ist bei kühler Lagerung mehrere Tage lang haltbar. Traditionell konnten durch die sehr fein geschnittenen Fleischscheiben und das Einlegen in eine würzige Marinade auch mindere Fleischqualitäten oder entsprechende Reststücke von Braten verarbeitet werden, womit zudem seine Verbreitung in der ehemaligen DDR erklärt werden kann.

## Zutaten, Zubereitung
Als Fleisch wird meist gepökeltes Bauchfleisch oder Kassler verwendet, teils auch gepökeltes Schinkeneisbeinfleisch. Daneben werden in jedem Fall Zwiebeln, Salz und Pfeffer benötigt, sowie je nach Rezept Suppenkräuter, Suppenpulver, Sellerie, Gurken, Karotten, Weißweinessig, Öl, Zucker, Lorbeerblätter.
Die Zubereitung erfolgt in zwei Schritten. Zuerst wird das Fleisch gekocht, es können aber auch Reststücke von Braten verwertet werden. Nach dem Auskühlen, am besten über Nacht, wird das Fleisch in feine Scheiben geschnitten, die rohen Zwiebeln in dünne Ringe. In einer Schüssel wird abwechselnd auf eine Schicht Fleisch eine Schicht Zwiebel gelegt, dann wieder Fleisch und Zwiebel. Je nach Rezept wird nach jeder Schicht gewürzt oder mit einem abgekühlten Fleisch-Zwiebel-Sud begossen. Vor dem Servieren sollte man das Zwiebelfleisch zwei bis drei Tage im Kühlschrank ziehen lassen.
Häufig ist der Verzehr als Zwischenmahlzeit mit Vollkorn- oder Graubrot. Eingelegtes Zwiebelfleisch wird aber auch als Hauptspeise angeboten, mit Bratkartoffeln und Salat als Beilagen.

## Als Fertiggericht
Im Handel wird pikantes Zwiebelfleisch in Aspik in 300-gr-Gläsern angeboten.